# Ehsan Lashgari
Ehsan Lashgari, né le 30 août 1985 à Qazvin, est un lutteur libre iranien.

## Biographie
Le 11 août 2012, il obtient la médaille de bronze aux Jeux olympiques de Londres en catégorie des moins de 84 kg.